# ジョン・スタンレー・グリフィス
ジョン・スタンレー・グリフィス(John Stanley Griffith 1928-1972)は英国の化学者で生物物理学者である。
1960年代グリフィスと放射線生物学者のティクヴァール・アルファは伝達性海綿状脳症(TSEs)はタンパク質のみからなる感染体が原因であるという仮説を提示した。
このアイデアはスタンリー・B・プルシナーらによって、いわゆるプリオン仮説として彫琢されていった。
1951年23歳の時フランシス・クリックの提案に際して、グリフィスは後年「相補的塩基対合」として知られるようになった量子力学的計算を行った。
ちなみに、グリフィスは英国の細菌学者フレデリック・グリフィスの従弟である。